# 塞巴斯蒂安·格罗让
塞巴斯蒂安·格罗让（法語：Sébastien Grosjean，1978年5月29日—）是一名法國職業網球运动员，最高的排名是第四位（2002年10月28日）。他曾参加2004年夏季奥林匹克运动会，结果在单打八强赛上被智利选手費爾南多·岡薩雷斯击败。

## 外部連結
- 塞巴斯蒂安·格罗让（英文/西班牙文）的官方資料
- 塞巴斯蒂安·格罗让的國際網球總會 職業／青少年 官方資料（英文）
- 塞巴斯蒂安·格罗让的官方資料（英文）